# Hazbin Hotel
Hazbin Hotel je americká animovaná seriálová muzikálová komedie pro dospělé a teenagery, kterou vytvořila Vivienne Medranová. Její příběh sleduje princeznu pekla Charlie Morningstarovou, jež se snaží skrze svůj hotel pomoci hříšným, zbloudilým duším, aby mohly dojít vykoupení a vstoupit do nebe. Kvůli přelidněnému peklu je totiž na nich ze strany nebe každoročně konáno „Vyhubení“ (Zabíjení občanů pekla). Seriál produkuje nezávislá společnost A24 a animační studio Bento Box Entertainment ve spolupráci s Amazon Studios.
Pilotní díl, zveřejněný 28. října 2019 na YouTube, vytvořili zejména nezávislí animátoři, již byli z velké části financováni sledujícími Medranové na jejím Patreonu. První řada seriálu měla premiéru 18. ledna 2024 na streamovací službě Prime Video; ve stejný den pak byla na YouTube zveřejněna po omezenou dobu první epizoda. Druhá řada je v produkci. Seriál byl kritiky pozitivně přijat.
Díky popularitě a úspěchu pilotního dílu mohla Medranová vytvořit spin-off s názvem Helluva Boss, jenž měl premiéru 31. října 2020. Vystupují v něm jiné postavy, zasazen je však ve stejném vesmíru.
Dne 26. ledna 2024 bylo oznámeno, že se Hazbin Hotel stal celosvětově nejsledovanějším animovaným seriálovým debutem na Prime Videu.

## Obsazení

### Hlavní postavy
| Stephanie Beatriz   | Vaggie                                            |
| Alex Brightman      | Sir Pentious a Adam                               |
| Keith David         | Husk                                              |
| Kimiko Glennová     | Niffty a Susan                                    |
| Erika Henningsenová | princezna Charlotte „Charlie“ Morningstarová      |
| Blake Roman         | Anthony „Angel Dust“ a vejce (The Egg Bois)       |
| Amir Talai          | Alastor, přezdívaný „Rádiový démon“, a Tom Trench |

### Vedlejší postavy
| Jessica Vosková    | Lute                   |
| Brandon Rogers     | Katie Killjoyová       |
| Christian Borle    | Vox, člen Véček        |
| Lilli Cooperová    | Velvette, členka Véček |
| Joel Perez         | Valentino, člen Véček  |
| Daphne Rubin-Vega  | Carmilla Carminová     |
| Jeremy Jordan      | Lucifer Morningstar    |
| Krystina Alabadová | Cherri Bombová         |

### Hostující postavy
| James Monroe Iglehart | Zestial    |
| Don Darryl Rivera     | Travis     |
| Sarah Stilesová       | Mimzy      |
| Darren Criss          | svatý Petr |
| Patina Millerová      | Sera       |
| Shoba Narayanová      | Emily      |
| Leslie Kritzerová     | Rosie      |

## Seznam dílů

### Pilot (2019)
| Č. v seriálu | Původní název | Režie              | Scénář                                                   | Premiéra na YouTube |
| ------------ | ------------- | ------------------ | -------------------------------------------------------- | ------------------- |
| 0            | Pilot         | Vivienne Medranová | Dave Capdevielle, Raymond Hernandez a Vivienne Medranová | 28. října 2019      |

### První řada (2024)
| Č. v seriálu | Č. v řadě | Původní název               | Český název        | Režie              | Scénář                           | Premiéra na Prime Videu | Prod. kód |
| ------------ | --------- | --------------------------- | ------------------ | ------------------ | -------------------------------- | ----------------------- | --------- |
| 1            | 1         | Overture                    | Předehra           | Vivienne Medranová | Vivienne Medranová               | 18. ledna 2024          | 1BBHH01   |
| 2            | 2         | Radio Killed the Video Star | Rádio zabilo video | Vivienne Medranová | Adam Neylan a Vivienne Medranová | 18. ledna 2024          | 1BBHH02   |
| 3            | 3         | Scrambled Eggs              | Míchaná vajíčka    | Vivienne Medranová | Ariel Ladensohn                  | 18. ledna 2024          | 1BBHH03   |
| 4            | 4         | Masquerade                  | Maškaráda          | Vivienne Medranová | Adam Neylan a Vivienne Medranová | 18. ledna 2024          | 1BBHH04   |
| 5            | 5         | Dad Beat Dad                | Otcovský komplex   | Vivienne Medranová | Rachel Kaplanová                 | 25. ledna 2024          | 1BBHH05   |
| 6            | 6         | Welcome to Heaven           | Vítejte v nebi     | Vivienne Medranová | Adam Stein                       | 25. ledna 2024          | 1BBHH06   |
| 7            | 7         | Hello Rosie!                | Ahoj, Rosie!       | Vivienne Medranová | Ariel Ladensohnová               | 1. února 2024           | 1BBHH07   |
| 8            | 8         | The Show Must Go On         | Musíme pokračovat  | Vivienne Medranová | Adam Stein                       | 1. února 2024           | 1BBHH08   |